# عبدالله بن بدیل
عبدالله بن بدیل خزاعی از یاران و شخصیت‌های لشکر علی بن ابی‌طالب بود. وی از کسانی است که علی بن ابیطالب بعد از جنگ صفین نام آنها را برد و برای کشته شدنشان تاسف خورد و گریه کرد.

## نحوه کشته شدن
وی از کشته شدگان جنگ صفین است. در چگونگی کشته‌شدن او نوشته اند که وقتی به جنگ آمد، دو زره پوشیده بود و شمشیر حمایل داشت، و همچنان شمشیر زد و آنقدر پیش رفت تا خود را به معاویه رسانید و او را مجبور کرد تا از جای خود دور شود و همراهانش را نیز از جای برکند. آنان که چنان دیدند او را با سنگ زدند تا از پای درآمد و کشته شد.